# Ціанурова кислота
Ціанурова кислота або 1,3,5-триазин-2,4,6-тріол є хімічною сполукою з формулою (CNOH)3. Як і багато промислово корисних хімікатів, цей триазин має багато синонімів. Ця біла тверда речовина без запаху використовується як прекурсор або компонент відбілювачів, дезінфікуючих засобів і гербіцидів. У 1997 році світове виробництво становило 160 000 тонн.

## Інтернет-ресурси
- Oregon Veterinary Medical Association (OVMA) Pet Food Contamination Page [Архівовано 2008-10-20 у Wayback Machine.] – News and developments updated regularly